# شهرستان یزد
شهرستان یزد یکی از شهرستان‌های استان یزد ایران است. مرکز این شهرستان، شهر یزد است.

## موقعیت جغرافیایی
شهرستان یزد از شمال با شهرستان زارچ، از شرق با شهرستان بافق، از غرب با شهرستان اشکذر، از جنوب غربی با شهرستان تفت و از جنوب شرقی تا جنوب با شهرستان مهریز همسایه است.

## تقسیمات کشوری
شهرستان یزد دارای ۲ بخش، ۴ دهستان و ۳ شهر به شرح زیر است:

### شهرستان یزد
| بخش      | مرکز بخش | جمعیت بخش ۱۳۹۵ | نام دهستان | مرکز دهستان | جمعیت دهستان ۱۳۹۵ | شهر               | جمعیت شهر ۱۳۹۵                    |
| -------- | -------- | -------------- | ---------- | ----------- | ----------------- | ----------------- | --------------------------------- |
| مرکزی    | یزد      | ۶۱۱٬۰۲۴ نفر    | فهرج       | محمدآباد    | ۹٬۸۴۸ نفر         | یزد حمیدیا شاهدیه | ۵۲۹٬۶۷۳ نفر ۵۱٬۷۹۳ نفر ۱۸٬۳۰۹ نفر |
| مرکزی    | یزد      | ۶۱۱٬۰۲۴ نفر    | فجر        | شحنه        | ۱٬۴۰۱ نفر         | یزد حمیدیا شاهدیه | ۵۲۹٬۶۷۳ نفر ۵۱٬۷۹۳ نفر ۱۸٬۳۰۹ نفر |
| اکرم‌آباد | اکرم‌آباد | ۲۴٬۶۶۳ نفر     | اکرم‌آباد   | اکرم‌آباد    | ۱۹٬۵۰۲ نفر        | ****************  | ****************                  |
| اکرم‌آباد | اکرم‌آباد | ۲۴٬۶۶۳ نفر     | دهنو       | دهنو        | ۵٬۱۶۱ نفر         | ****************  | ****************                  |

## جمعیت
بر پایه سرشماری عمومی نفوس و مسکن در سال ۱۳۹۵، جمعیت شهرستان یزد برابر با ۶۳۵٬۶۸۷ نفر بوده است.